# Бучацький Мирон Володимирович
Миро́н Володи́мирович Бучацький (нар. 30 січня 1939, Свірж) — український лікар, громадський діяч та винахідник.

## Життєпис
Народився в сім'ї селянина. В 1941 році, коли радянські війська поспішно при відступі знищували українську інтелігенцію, його батька закатували в Перемишлянській тюрмі, мати не змогла опізнати серед загиблих.
Закінчив сім класів, школу механізації, освоював цілинні землі. 1958 року закінчив десятирічку, до 1960 працював бібліотекарем та інструктором сільськогосподарської техніки в середній школі Свіржа.
1966 року закінчив Львівський медичний інститут.
Працював головним лікарем Угнівської дільничної лікарні та лейтенантом медичної служби в армії.
У 1984 році захистив кандидатську дисертацію.
Був обраний депутатом Львівської обласної ради народних депутатів першого демократичного скликання.
Входив до складу президії Львівської обласної ради, був заступником голови депутатської комісії з питань охорони здоров'я.
У 1989 році ввійшов до складу Української Християнсько-Демократичної Партії; з 1996 року до січня 2002 — перший заступник, в січні-грудні 2002 — в/о голови УХДП.
З 1990 року працює у оториноларингологом в медичних установах Стебника і Трускавця.
Протягом 1990—1994 років завідував трускавецьким міськздоровідділом.
1993 року отримав болгарський, німецький та чеський патенти на стереотаксичний комплекс нейрохірургічних та отоларингологічних приладів.
2003 року рішенням сесії міської ради Трускавця йому присвоєно відзнаку «За заслуги перед містом».
Зареєстровано 8 авторських свідоцтв, вийшло друком його 40 наукових робіт.
2009 року нагороджений Подякою Президента України в рамках святкування 20-ї річниці створення Народного Руху України за перебудову.
Є головою Трускавецької міської організації «Клуб виборців». Працював помічником-консультантом народного депутата України Ігоря Осташа.
Голова Дрогобицького регіонального відділення «Меморіал» ім. В. Стуса; ініціював, організовував та здійснював розкопки останків жертв НКВД-НКГБ у Дрогобичі і їх перепоховання. Довів та отримав від Кабінету Міністрів довідку про те, що жертви в Дрогобицькій катівні загинули від рук функціонерів НКВД-НКГБ.
Делегат першого з'їзду РУХу у Києві, установчих конференцій «Зеленого світу» та «Меморіалу».
Двадцять років був солістом у народній хоровій чоловічій капелі «Бескид» Дрогобицького педінституту під керівництвом професора С. Стельмащука.
Є організатором 12 з 17 осередків Товариства української мови імені Т. Шевченка у Трускавці, особисто займався створенням 10 осередків Руху в Трускавці та 5 осередків Руху у Дрогобицькому районі.
Ініціював реставрацію могили Українських Січових Стрільців у Трускавці, своїм коштом встановив пам'ятні таблиці на катівнях НКГБ в Перемишлянах та Дрогобичі.
У Дрогобичі 24 червня 2013 року відбулося урочисте відкриття та освячення меморіального комплексу «Тюрма на Стрийській».